# Meurtres (film, 1932)
Pour les articles homonymes, voir Meurtre (homonymie).
Meurtres (The Lodger) est un film britannique réalisé par Maurice Elvey en 1932.

## Synopsis
A Londres, une femme soupçonne son nouveau locataire d’être le maniaque qui assassine des femmes le soir.

## Fiche technique
- Scénario : Miles Mander, H. Fowler Mear, Ivor Novello (non crédité à ce titre) et Paul Rotha, d'après le roman The Lodger (1913) de Marie Belloc Lowndes
- Photographie : Sydney Blythe (non crédité), Basil Emmott et William Luff
- Musique et direction musicale : W.L. Trytel (non crédité comme compositeur)
- Direction artistique : James A. Carter (crédité James Carter)
- Montage : Jack Harris
- Producteur : Julius Hagen, pour les Twickenham Film Studios
- Genre : Film policier
- Format : Noir et blanc
- Durée : 85 minutes
- Date de sortie : 1932

## Distribution
- Ivor Novello : Michel Angeloff
- Elizabeth Allan : Daisy Bunting
- A.W. Baskcomb : George Bunting
- Barbara Everest : Mme Bunting
- Jack Hawkins : Joe Martin
- Shayle Gardner : Le détective Snell
- Peter Gawthorne : Lord Southcliff
- P. Kynaston Reeves : L'éditeur Bob Mitchell
- Anthony Holles : Silvano
- Andrea Malindranas : M. Rabinovitch

Et, non crédités :
- Iris Ashley : (rôle non précisé)
- Molly Fisher : Gladys Sims
- George Merritt : Le commissaire
- Drusilla Wills : Mme Cole

## Commentaire
Meurtres est le remake de Les Cheveux d'or (The Lodger), film muet réalisé par Alfred Hitchcock en 1926, sorti en 1927 (synopsis : voir l'article Les Cheveux d'or). Ivor Novello reprend dans cette première version parlante (deux autres suivront en 1944 - de John Brahm - et en 1953 - de Hugo Fregonese -) le rôle qu'il tenait déjà dans la version muette. De plus, l'acteur collabore (sans être crédité) à l'écriture du scénario. Notons également que Jack Hawkins, alors âgé de 22 ans, tournait là son deuxième film.